# Deutsches Lehrerbildungsinstitut Wilhelm von Humboldt
Das Deutsche Lehrerbildungsinstitut Wilhelm von Humboldt (LBI) ist eine 1988 gegründete private deutsche Pädagogische Hochschule chilenischen Stiftungsrechtes in Santiago de Chile.
Seit 2015 besteht ein Abkommen zwischen dem LBI und der Universidad de Talca, auf Basis dessen die Escuela de Pedagogías en Alemán gegründet wurde. Diese gehört der erziehungswissenschaftlichen Fakultät dieser Universität an. Die Escuela bietet aktuell drei grundständige Studiengänge an: Das zweisprachige Erzieher-Studium, das zweisprachige Lehramtsstudium für den Grundschulbereich (1. bis 8. Jahrgangsstufe) sowie das Studium für den DaF-Oberstufenbereich (9. bis 12. Jahrgangsstufe). Zudem wird seit dem Studienjahr 2016 ein spezielles Programm angeboten, das es Personen mit Lehrerfahrung und einem universitären Abschluss ermöglicht, innerhalb eines Jahres den berufsqualifizierenden Titel als Deutschlehrkraft für den Oberstufenbereich zu erlangen.

## Gründungsgeschichte
Das chilenische Schulsystem ist eingliedrig aufgebaut, wobei der Kindergarten integraler Bestandteil der Schule ist. In Chile gibt es mehr als 20 deutsche Schulen mit rund 20.000 Schülern. Die meisten dieser Schulen sind mehr als 100 Jahre alt und können auf eine lange deutschsprachige Tradition zurückblicken (Deutsche in Chile). Bereits vor der Gründung der Escuela de Pedagogías en Alemán der Universidad de Talca gab es deutsche Lehrerbildungsstätten in Chile. Die sogenannte „Frauenschule“ wurde 1933 gegründet; aus ihr entwickelte sich 1938 das „Seminar Wilhelm von Humboldt“. Bis zu seiner Schließung im Jahr 1972 wurden dort deutschsprachige Kindergärtnerinnen und Grundschullehrerinnen ausgebildet. Im Jahre 1976 unternahmen Professoren der Universidad Concepción einen neuen Versuch, eine Erzieherinnen- und Grundschullehrerausbildung – diesmal universitär – zu etablieren. Dieser Versuch musste 1984 ebenfalls eingestellt werden. Nach Vorarbeiten im Jahre 1987 gründeten dann der Deutsch-Chilenische Bund (DCB), die deutsch-chilenische Gesellschaft für Erziehung (StChE), der Verein der deutschsprachigen Lehrer in Chile (VdLiCh) und 16 Vertreter der Deutschen Schulen Chiles mit Unterstützung des Auswärtigen Amtes der Bundesrepublik Deutschland 1988 das LBI. Mit dem Dekret vom 27. Januar 1988 genehmigte das Chilenische Erziehungsministerium MINEDUC diese Institution offiziell.
Ziel des LBI ist es, die deutschen Schulen in Chile mit zweisprachigen Erzieherinnen und Lehrkräften zu versorgen. 2004 erhielt das LBI die vollständige Autonomie. Das Institut wurde 2006 erstmals nach der Internationalen Norm ISO 9001 sowie der chilenischen Norm NCh 2728 zertifiziert und im Mai 2015 für weitere drei Jahre erneut erfolgreich rezertifiziert (2015–2018). Der Grundschulstudiengang wurde 2010 für fünf Jahre (2010–2015), der Kindergartenstudiengang 2012 für drei Jahre (2012–2015) akkreditiert. Bei rund 60 Hochschulen Chiles findet sich das LBI im nationalen Ranking laut der jährlich für Lehramtsabsolventen stattfindenden staatlichen Prüfung „INICIA“ seit 2010 unter den besten zehn Hochschulen des Landes. Am 27. Juli 2015 schlossen das LBI und die Universidad de Talca ein Kooperationsabkommen, so dass den Studierenden seit dem Studienjahr 2016 universitäre Abschlüsse (licenciatura) verliehen werden.
Rektoren des LBI: Klaus Rudek (* 1928; † 2016, Rektor von 1987 bis 1990), Gerold Halm (1991–1996), Robert Metzler (1997–2000), Felix E. Emminger (2001–2007), Alban Schraut (2008–2016), Jochen Fritz (seit 1. August 2016).

## Studiengänge
Das LBI beziehungsweise seit 2015 nunmehr die Escuela de Pedagogías en Alemán, bietet aktuell drei grundständige Studiengänge – Kindergartenausbildung, Grundschulstudium, Oberstufenstudium – sowie ein Spezialprogramm für Personen mit Lehrerfahrung an. Es studieren insgesamt rund 45 junge Menschen an der Escuela, um die Deutschen Schulen Chiles mit bilingualen (deutsch-spanisch-sprachigen) Erzieherinnen und Lehrkräften zu versorgen. Sie werden von etwa 15 Dozenten betreut. Die Studiendauer der Studiengänge beträgt jeweils vier Jahre.

## Zulassungsvoraussetzungen
Zulassungsvoraussetzungen ist im Regelfall der Nachweis des Abiturs, der Matura, des Gemischtsprachigen International Baccalaureate (GIB) oder der chilenischen Hochschulzugangsberechtigung (PSU).

## Partnerschaften
Das LBI pflegt intensive Partnerschaften mit der Pädagogischen Hochschule Heidelberg (seit 2003), mit der Pädagogischen Hochschule Weingarten (seit 2009) und der Pädagogischen Hochschule Freiburg (seit 2012). Das LBI ist Gründungsmitglied des Weltverbandes Deutscher Auslandsschulen (seit 2003), Mitglied der Deutschen Liga für das Kind (seit 2011) und seit 2013 Mitglied des Vereines „Frühe Mehrsprachigkeit an Kitas und Schulen“ (FMKS). Im August 2014 unterzeichneten LBI und die PH Kärnten/Viktor Frankl Hochschule Klagenfurt/Österreich einen Partnerschaftsvertrag. Im Oktober 2014 ist ein Kooperationsabkommen mit dem Institut für Erziehungswissenschaft der Universität Zürich/Schweiz in Kraft getreten. Die Universität Flensburg, die PH Zug/Schweiz, die Universität Bayreuth und die Alice Salomon Hochschule Berlin sind 2015 LBI-Partner geworden.
Alle LBI-Lehramtsstudenten absolvieren einen Deutschlandaufenthalt: Sie nehmen jeweils im Januar am Studienbetrieb der PH Heidelberg teil. Anschließend absolvieren sie zwei jeweils zweiwöchige pädagogische Blockpraktika, das eine an einer staatlichen Regelschule, das andere an einer reformpädagogischen Schule (alphabetisch nach Städtenamen: unter anderem an der Finkenburgschule Aurich (Jenaplanschule), der Peter-Petersen-Grundschule Berlin, der Laborschule Bielefeld (Versuchsschule des Landes Nordrhein-Westfalen), der Rudolf-Steiner-Schule Bochum, der Freien Comenius Schule Darmstadt (Freinetschule), der Freien demokratischen Schule Kapriole Freiburg (Sudburry-Valley-Schule), der Katholischen Bodenseeschule St. Martin Friedrichshafen (Marchtalplanschule), der Jenaplanschule Jena, der Peter-Petersen-Grundschule am Rosenmaar Köln, dem Landerziehungsheim Marienau, der Montessorischule München, der Werkstattschule in Rostock (WiR), der Mönchbergschule Würzburg etc.). Über das Baden-Württemberg-Stipendium werden herausragende LBI-Studierende zusätzlich stipendiert und verbringen ein weiteres Semester an einer der drei Partnerhochschulen Baden-Württembergs. Im Gegenzug besuchen Studierende aus Heidelberg, Weingarten und Freiburg für ein Gastsemester das LBI in Santiago; seit 2015 sendet auch die PH Kärnten Austauschstudenten ans LBI.

## Abschlüsse
Die Universidad de Talca verleiht den Absolventen der Escuela de Pedagogías en Alemán die Titel Erzieher beziehungsweise Grundschullehrer con mención Alemán oder Oberstufenlehrer en Alemán sowie jeweils gleichzeitig mit den Titeln auch den akademischen Grad der Licenciatura in Pädagogik.

## Fortbildungs- und Beratungsfunktion
Neben der Ausbildung von Erzieherinnen und Lehrkräften existiert seit 1995 der Fortbildungsbereich. Das LBI bietet Fortbildungen für deutsch- und spanischsprachige Erzieherinnen und Lehrkräfte für die deutschen und chilenischen Schulen Chiles und Lateinamerikas an. Die Themen werden in Absprache mit deutschen und chilenischen Schulen festgelegt. Neben sprachdidaktisch orientierten Kursen und Workshops werden auch explizit fachspezifische und pädagogisch-methodische Kurse angeboten.

## Trägerschaft, Studiengeld und Stipendien
Das LBI arbeitet in Trägerschaft der Deutschen Schulen Chiles. Diese finanzieren zusammen mit dem Auswärtigen Amt der Bundesrepublik Deutschland über das Bundesverwaltungsamt – Zentralstelle für das Auslandsschulwesen das LBI. Die Studiengänge sind studiengeldpflichtig. Allerdings können über spezielle Stipendien hilfsbedürftige Studierende sowie Studierende mit herausragenden Studienleistungen auf Antrag finanzielle Unterstützung und Darlehen erhalten. Seit 2011 gibt es das Stipendienprogramm Profesores crean futuro: Schüler, die sich mit mehr als 600 PSU-Punkten (Studienzugangsberechtigungspunktsystem in Chile) einschreiben, werden für die gesamte Studiendauer komplett von den Studiengebühren befreit. Sie verpflichten sich allerdings, nach Studienabschluss an einer der deutsch-chilenischen Gesellschaft für Erziehung (StChE) angehörigen deutschen Schulen in Chile mindestens drei Jahre lang zu unterrichten.

## Standort und Gebäude
Das LBI hat seinen Standort in der Hauptstadt Santiago de Chile. Es liegt im Stadtteil Vitacura in unmittelbarer Nähe zur Deutschen Klinik, der Deutschen Botschaft, dem Deutsch-Chilenischen Bund, dem Deutschen Sportclub „Manquehue“ sowie der Deutschen Schule Santiago, die gleichzeitig eine der Praktikumsschulen des Lehrerbildungsinstitutes ist. Eine Institutsbibliothek mit einer umfangreichen deutschsprachigen pädagogischen Zeitschriftenabteilung, aktueller medialer Ausstattung (rund 10.000 Medien) und Seminarräumen laden die Studierenden in dem Gebäude (Baujahr 1992) zu intensivem Studium ein. Im Gebäude sind zwei weitere deutsche Institutionen untergebracht, die vom Bundesverwaltungsamt – Zentrale für das Auslandsschulwesen – eingesetzt, finanziert beziehungsweise unterstützt werden: Die Fachberatung für die deutsche Sprache in Chile und das INSALCO, die einzige in Chile existierende und 1979 gegründete deutschsprachige kaufmännische Berufsschule, an der Büro-, Groß- und Außenhandels-, Industrie-, Speditions- und Schifffahrtskaufleute ausgebildet werden.

## Auszeichnungen
Das LBI verleiht seit 2005 jährlich die „Wilhelm von Humboldt Medaille“ an Persönlichkeiten, die sich um das Institut besonders verdient gemacht haben:
- 2005: Liske Salden (Auslandsdienstlehrkraft/Deutschdozentin von 2000 bis 2006)
- 2005: Ursula Pichaida (Mäzenin)
- 2006: Brigitte Hintze (LBI-Verwaltungsleiterin von 1991 bis 2005)
- 2007: Martin Bornhardt (LBI-Verwaltungsratsmitglied von 1990 bis 2007)
- 2008: Peter Gebhardt (LBI-Schatzmeister von 1996 bis 2006)
- 2009: Helga Langhagen (Fachberaterin für Deutsch und DaF-Dozentin von 1996 bis 2009)
- 2010: Elke Walter (Akademische Leiterin von 1991 bis 2010)
- 2011: Fritz Pichaida (LBI-Vorstandsvorsitzender von 1993 bis 2002)
- 2012: Renate Berger (Kunstdozentin von 1987 bis heute)
- 2012: Clara Ledermann (Dozentin für Deutsch, Spanisch, Kinder-/Jugendliteratur und Philosophie von 1989 bis 2012)
- 2013: Rudolfo Goyeneche (LBI-Gründungsvorstandsvorsitzender von 1987 bis 1993)
- 2014: M. Eugenia Niemeyer (Akademische Leiterin von 1988 bis 1991)
- 2015: Walter Eckel (Direktor des Heidelbergcenters Lateinamerika (HCLA) der Universität Heidelberg in Santiago von 2001 bis heute)
- 2016: Alban Schraut (LBI-Rektor von 2008 bis 2016)
- 2017: Max Wachholtz[3]
- 2018: Ricardo Gevert

Andererseits erhielten auch Mitarbeiter des Deutschen Lehrerbildungsinstituts für kulturelle, soziale und akademische Verdienste Auszeichnungen:
- 1991: Fritz Pichaida, LBI-Vorstandsvorsitzender von 1993 bis 2002: Carlos Anwandter-Medaille des Deutsch-Chilenischen Bundes (DCB)
- 1992: Klaus Rudek, LBI-Gründungsrektor von 1987 bis 1990: Comendador im Orden Bernardo O’Higgins
- 1992: Klaus Rudek, LBI-Rektor von 1987 bis 1990: Bundesverdienstkreuz der Bundesrepublik Deutschland
- 1996: Gerold Halm, LBI-Rektor von 1991 bis 1996: Philippi-Plakette des Deutsch-Chilenischen Bundes
- 2001: Rudolfo Goyeneche, LBI-Gründungsvorstandsvorsitzender von 1987 bis 1993: Carlos Anwandter-Medaille des Deutsch-Chilenischen Bundes
- 2001: Robert Metzler, LBI-Rektor von 1997 bis 2000: Philippi-Plakette des Deutsch-Chilenischen Bundes
- 2001: Schwester Angela Gandner, LBI-Vorstandsmitglied von 1995 bis 2011: Philippi-Plakette des Deutsch-Chilenischen Bundes
- 2008: Kurt Hellemann, LBI-Vorstandsmitglied seit 2001 bis heute und Vorstandsvorsitzender seit 2014: Bundesverdienstkreuz am Bande der Bundesrepublik Deutschland
- 2009: Marietta Schwermann, LBI-Kindergartenstudiengangsleiterin und Dozentin seit 2008: Bundesverdienstkreuz der Bundesrepublik Deutschland
- 2009: Monika von Moldovanyi, LBI-Theaterdozentin seit 2008: Carlos Anwandter-Medaille des Deutsch-Chilenischen Bundes
- 2012: Alban Schraut, LBI-Rektor von 2008 bis 2016: Philippi-Plakette des Deutsch-Chilenischen Bundes
- 2013: Adelheid Opitz, LBI-Vorstandsmitglied seit 2008: Carlos Anwandter-Medaille des Deutsch-Chilenischen Bundes